# Evangelische Kirche (Prichsenstadt)

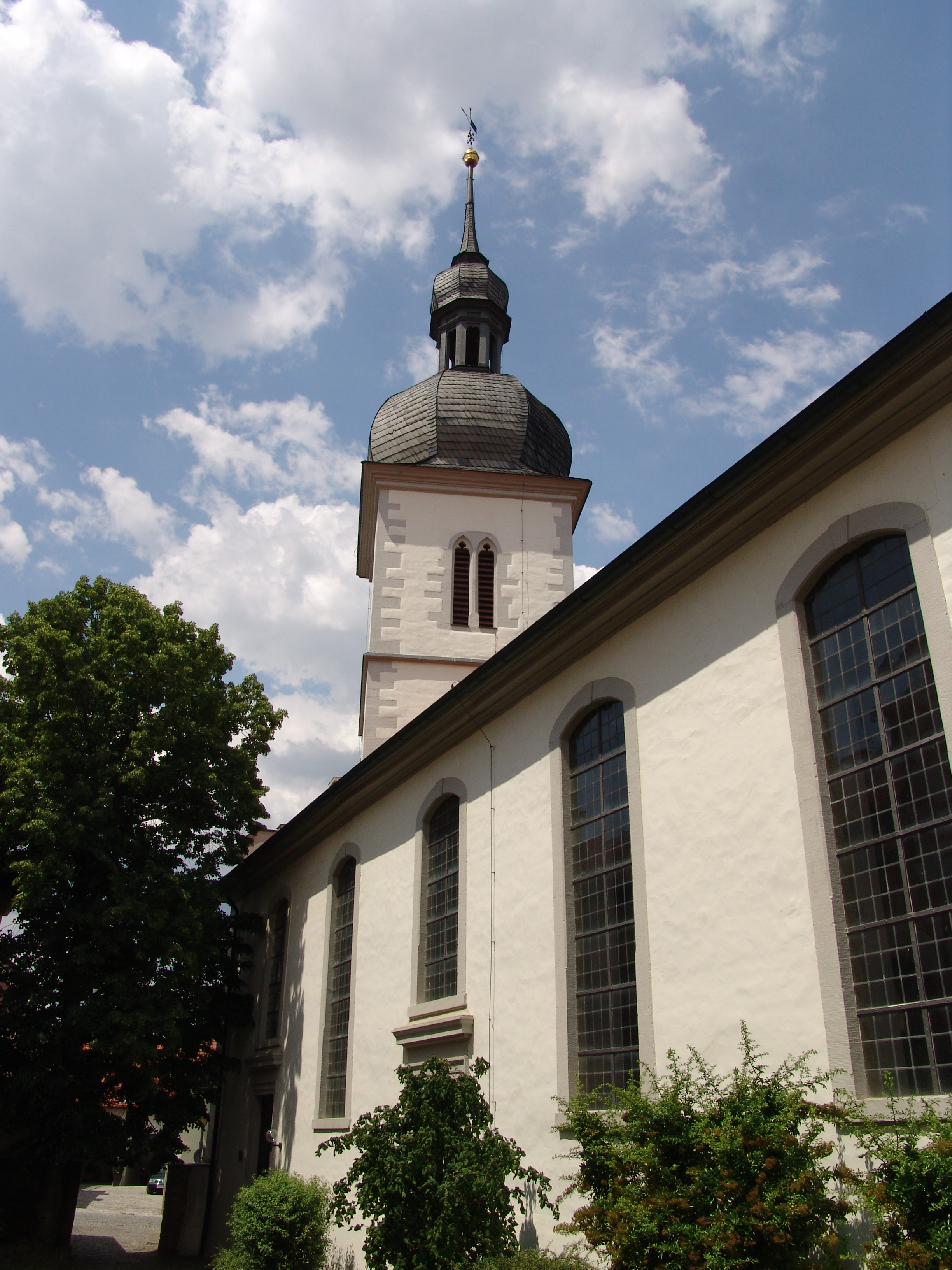
Die Kirche in Prichsenstadt

Die Evangelische Kirche (auch St. Sixtus) in der Kernstadt des unterfränkischen Prichsenstadt ist eine der Sehenswürdigkeiten der Kleinstadt. Sie liegt an der Schmiedgasse inmitten der Altstadt und ist heute Teil des Dekanats Castell.

## Geschichte
Die Geschichte einer Kirche in Prichsenstadt wird durch Quellen erst im Jahr 1353 fassbar. Zu diesem Zeitpunkt trennte sich die Gemeinde in dem Ort von ihrer ursprünglichen Pfarrei in Stadelschwarzach. Grund hierfür war die reiche Ausstattung, mit der die Fuchs von Dornheim die Kirche versorgt hatten. Wo das ursprüngliche Kirchengebäude, die neue Pfarrkirche, stand ist ungeklärt. Im späten 14. Jahrhundert entstand der Neubau an der Stelle der heutigen Kirche.
Mit dem Aufstieg des Dorfes zur Stadt unter der Protektion Kaiser Karls IV. ab 1367 ging auch eine Aufwertung der Kirche einher. Das Gotteshaus wurde mit seinem freistehenden Campanile in die neue Ortsbefestigung einbezogen. Schießscharten im heutigen Turm zeugen noch von der Nutzung als Wehrturm. Im Jahr 1416 endete die Herrschaft der Luxemburger im Ort bereits wieder. Fortan hatten die Nürnberger Burggrafen, später die Markgrafen von Brandenburg, die Dorfherrschaft inne.
Im Zuge dieser Neuerwerbung kam es am 23. Juli 1462 zur Zerstörung der Stadt im Markgrafenkrieg. Auch die Kirche wurde in Mitleidenschaft gezogen. Die Markgrafen förderten ab 1527 die Reformation in ihrem Herrschaftsbereich. Bald folgten Pfarrer und Spitalpriester der neuen Lehre. 1530 übersandte die Stadt ihre Kirchenkleinodien nach Bayreuth, 1533 nahm man die neue lutherische Kirchenordnung an.
Nach der Reformation wurde  die Kirche umfassend erneuert, sodass eine Saalkirche entstand. Im Jahr 1542 wurde zunächst der Friedhof vor die Mauern der Stadt verlegt. Er befand sich ursprünglich im Kirchhof und war zu klein geworden. 1586 erhielt die Gemeinde 29 neue Mitglieder: Aus dem katholischen Gerolzhofen waren sie ins lutherische Prichsenstadt geflohen.
Der Dreißigjährige Krieg verschonte auch Prichsenstadt nicht. Als Kaiserliche die Stadt eroberten und niederbrannten, wurde auch der Pfarrer, der sich zum Schutz in die Kirche begeben hatte, tödlich verwundet. Das Gotteshaus selbst wurde beschädigt. Nach dem Krieg konnte der Wiederaufbau des Gebäudes in der ersten Hälfte des 18. Jahrhunderts in Angriff genommen werden. Hierzu errichtete man 1710 einen neuen Glockenturm und verband diesen bis 1725 mit dem Langhaus.
Größere Veränderungen am Baubestand wurden nun nicht mehr vorgenommen. Lediglich in der Ausstattung gab es einige Erneuerungen. Im Jahr 1861 erfolgte die erste umfassende Renovierung des Gebäudes. In den Jahren 1970 bis 1975 baute man im Zuge einer weiteren Renovierung ein elektrisches Geläut ein. Das Bayerische Landesamt für Denkmalpflege führt das Gotteshaus als Baudenkmal. Die untertägigen Reste der Vorgängerbauten sind als Bodendenkmal eingeordnet. Die Kirche ist Teil des Ensembles Altstadt Prichsenstadt.

## Beschreibung
Die Saalkirche hat einen polygonalen Chor. Sie ist geostet und auf ihrer Westseite steht der Glockenturm. Dieser entstand in seiner heutigen Form im frühen 18. Jahrhundert und zitiert die Formen des Barock. Er hat drei Geschosse, die außen durch Gesimse erkennbar sind. Lange Rundbogenfenster sind im oberen Turmfreigeschoss angebracht. Auf der Westseite befindet sich eine Uhr. Die Welsche Haube ist als Doppelkuppel gearbeitet und trägt eine Laterne.
Ebenso wie der Turm entstand das Langhaus weitgehend in der Zeit des Barock. Dies wird durch die Lisenen deutlich, die Langhaus und Turm verbinden. Fünf Rundbogenfenster auf jeder Seite sorgen für die Beleuchtung der Kirche. Über zwei Portale im Süden und Norden wird die Kirche betreten. Der Polygonchor mit unterschiedlichen langen Rundbogenfenstern entstand bereits in der Zeit der Gotik. Ältestes Element ist der Sakristeianbau des 14. Jahrhunderts.

## Ausstattung

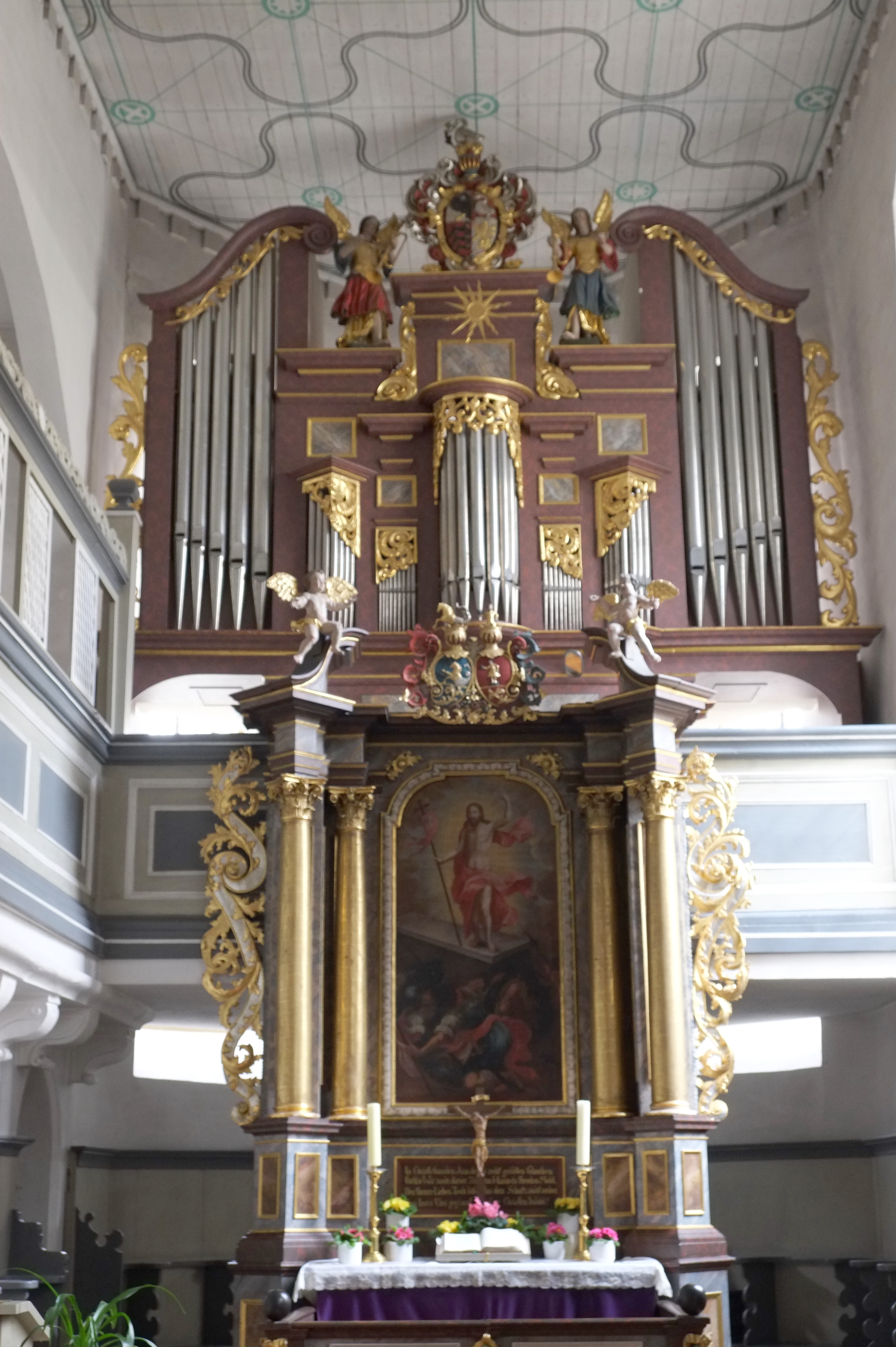
Der Altar und die Orgel im Chor der Kirche

Im Inneren der Kirche ist der Markgrafenstil besonders hervorgehoben. Altar und Orgel im Chorraum bilden eine übereinandergestellte Einheit, die an die Kirche im nahegelegenen Rüdenhausen erinnert.

### Hochaltar
Der Hochaltar im Chor entstand im Jahr 1675 und entstammt somit dem Barock. Er ist viersäulig mit goldenen Rundsäulen. Sie sind, dem barocken Inszenierungsgedanken entsprechend, auf das Altarblatt zulaufend gestellt und verjüngen sich nach oben hin leicht. Unterhalb des Blattes befindet sich eine goldene Inschrift. Links und rechts wirkt der Altar breiter, da dort Akanthuswerk als Stuckzier angebracht ist.
Den Mittelpunkt des Altars bildet das Blatt. Es zeigt die Auferstehung Jesu Christi mit dem schwebenden Heiland im Mittelpunkt und wurde von einem unbekannten Künstler geschaffen. Oberhalb leitet ein ausladendes Gesims zum Auszug über. Er wird, anders als etwa in Rüdenhausen, von einem, wohl bürgerlichen Allianzwappen gebildet. Zwei Putten, auf breiten Voluten sitzend, rahmen den schlichten Auszug ein.

### Orgel
Wann die erste Orgel in das Gotteshaus gelangte, ist unklar. Sicher ist jedoch, dass das Instrument in den Wirren des Dreißigjährigen Krieges zerstört wurde. Bereits 1660 erhielt die Kirche ein neues Instrument als Kleinorgel. Sie wurde von Johann von Goetz und Schwanenfließ gestiftet, seinerzeit Oberbürgermeister, Ratspräses und kaiserlicher Kammerherr zu Breslau und ehemaliger Bürger von Prichsenstadt. Sein Wappen, ein Schwan, wurde nach der Nobilitierung (1660) vermehrt und ist über der Orgel angebracht. 1668/1669 konnte für 600 Taler eine neue, große Orgel im Langhaus aufgestellt werden. Ausführender Meister war Matthias Tretzscher aus Kulmbach.

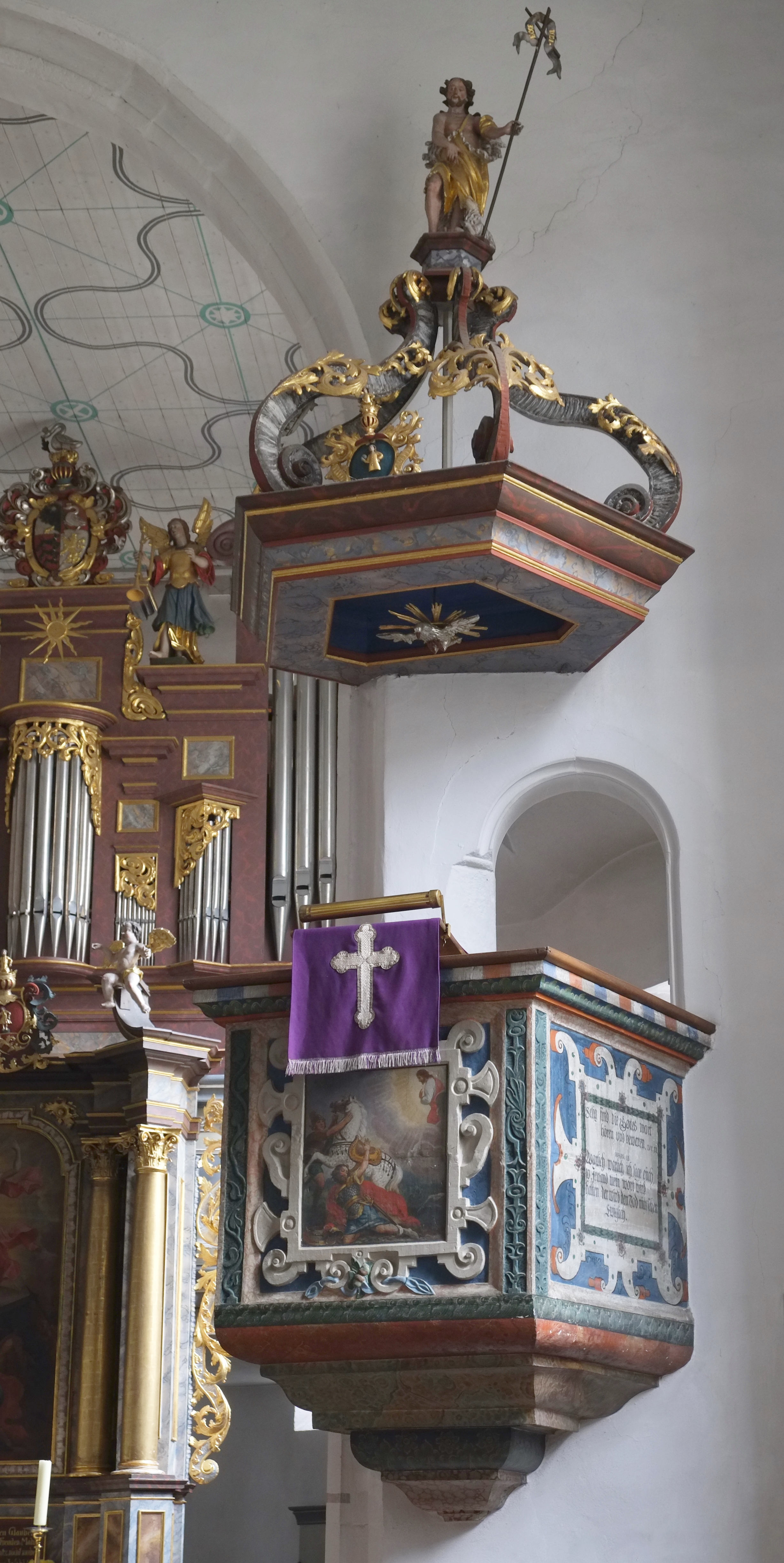
Die Kanzel am Chorbogen

Im Zuge der barocken Kirchenerneuerung wurde die Orgel im Jahr 1726 durch den Orgelbauer Voit aus Schweinfurt an ihren heutigen Standort im Chorraum versetzt. Im Jahr 1912 musste das Werk von den Gebrüdern Link erneuert werden. Der letzte Neubau des Werkes erfolgte 1975 durch die Firma Walker aus Ludwigsburg. Die Orgel besitzt zwei Manuale mit fünf Registern sowie ein Pedal mit drei Registern.

### Weitere Ausstattung
Die steinerne Kanzel entstand 1620 im Stil der Renaissance. Sie hat einen würfelförmigen Korpus und zeigt auf ihrer Vorderseite die Bekehrung des Saulus zum Paulus. An den beiden Seiten des Korpus sind Sprüche angebracht. Der sechseckige Schalldeckel schließt oben mit einem auf Volutenbögen stehenden auferstandenen Christus ab. Der Aufgang erfolgt durch den Chor.
Ältestes Ausstattungsstück ist ein zinnernes gotisches Taufbecken, das 1597 entstand. Eine Gravur zeigt die Taufe Jesu. Der zugehörige Taufstein entstand erst im 19. Jahrhundert. Im Langhaus befinden sich ein Epitaph eines Priesters und ein schlichtes, hölzernes Kruzifix mit einem zarten Korpus. An drei Wänden sind Doppelemporen angebracht.